# Natalia Álvarez
Natalia Ginnette Álvarez Sandoval (Cartago, 5 de septiembre de 1988) es una presentadora y periodista deportiva costarricense que trabaja para la empresa ESPN.

## Biografía
Natalia Álvarez Sandoval nació en Cartago, el 5 de septiembre de 1988. Sus inicios en el modelaje se dieron siguiendo los pasos de su hermana mayor, Shirley Álvarez, también modelo y presentadora costarricense.
Aunque su faceta de modelo fue corta, realmente fue gratificante, en el 2007 se convirtió en Señorita San José. Posteriormente en el 2009 se inscribió para participar en Miss Costa Rica, aunque no se coronó como ganadora obtuvo el tercer lugar. 
Su primer acercamiento a la televisión se dio cuando su hermana Shirley Álvarez deja la conducción del programa Habitat Soluciones en el 2008, cediendo su lugar a su hermana. Sin embargo después de su paso por Miss Costa Rica se convierte en presentadora del programa de concursos Sábado Feliz. En el 2009 es llamada a participar como celebridad en el reality show costarricense Bailando por un Sueño 3, convirtiéndose en una de las mejores bailarinas junto a su pareja. Liderando la tabla de posiciones en la mayoría de galas, el apoyo del público no fue suficiente para pasar a la gran final. Sin embargo fue seleccionada para representar a Costa Rica en el reality show Reto Centroamericano de Baile, en donde obtuvo el tercer lugar.
En noviembre de 2011 Natalia Álvarez deja Sábado Feliz y pasa a convertirse en presentadora y reportera de Teletica Deportes, donde trabajó por varios años y cubrió la Copa del Mundo de Brasil 2014, en dicho evento destacó por su gran calidad y logró entrevistas con importantes deportistas como el brasileño Kaká.
Tras su exitosa cobertura en la Copa del Mundo de Brasil 2014 es contratada por el canal deportivo TD+, perteneciente a Televisora de Costa Rica, en dicha empresa Natalia estuvo a cargo de dos programas deportivos llamados TD+ Radio y La Pizarra.
En 2018 Natalia Álvarez asistió a la Copa Mundial de Rusia, siendo esta su segunda cobertura mundialista. Durante su período en TD Más trabajó como corresponsal para la cadena ESPN Deportes, empresa con la cual cubrió la Copa Centroamericana.
En octubre de 2018 Natalia Álvarez es contratada por ESPN; canal de televisión especializado en deportes, propiedad de Disney and ESPN Media Networks Latin America, disponible a lo largo de toda América Latina. Ahí se desempeña como presentadora de SportsCenter que se transmite de lunes a viernes.
Natalia Álvarez es la segunda extranjera en ESPN México.

## Trayectoria

### Televisión
| Programa                      | Televisora                                        | Rol                                | Año             |
| ----------------------------- | ------------------------------------------------- | ---------------------------------- | --------------- |
| SportsCenter                  | ESPN                                              | Presentadora                       | 2018-Actualidad |
| Teletica Deportes             | Teletica                                          | Presentadora y periodista          | 2011-2018       |
| TD Más                        | Teletica                                          | Periodista y presentadora          | 2014-2018       |
| El Chinamo                    | Teletica                                          | Presentadora                       | 2013-2017       |
| Miss Costa Rica 2013          | Teletica                                          | Presentadora                       | 2013            |
| Sábado Feliz                  | Teletica                                          | Presentadora                       | 2009-2011       |
| Reto Centroamericano de Baile | Teletica Telecorporación Salvadoreña Televicentro | Celebridad participante - 3° Lugar | 2011            |
| Bailando por un Sueño 3       | Teletica                                          | Celebridad participante - 3° Lugar | 2010            |
| Habitat Soluciones            | Teletica                                          | Presentadora                       | 2008-2009       |